# Myriam Lignot
Myriam Lignot (Laon, 9 de julio de 1975) es una deportista francesa que compitió en natación sincronizada.
Participó en dos Juegos Olímpicos de Verano en los años 1996 y 2000, obteniendo una medalla de bronce en Sídney 2000 en la prueba dúo. Ganó una medalla en el Campeonato Mundial de Natación de 1998 y once medallas en el Campeonato Europeo de Natación entre los años 1989 y 2000.

## Palmarés internacional
| Juegos Olímpicos   | Juegos Olímpicos        | Juegos Olímpicos  | Juegos Olímpicos |
| Año                | Lugar                   | Medalla           | Prueba           |
| ------------------ | ----------------------- | ----------------- | ---------------- |
| 2000               | Sídney (Australia)      | Medalla de bronce | Dúo              |
| Campeonato Mundial |                         |                   |                  |
| Año                | Lugar                   | Medalla           | Prueba           |
| 1998               | Perth (Australia)       | Medalla de bronce | Dúo              |
| Campeonato Europeo |                         |                   |                  |
| Año                | Lugar                   | Medalla           | Prueba           |
| 1989               | Bonn (RFA)              | Medalla de oro    | Equipo           |
| 1991               | Atenas (Grecia)         | Medalla de plata  | Equipo           |
| 1993               | Sheffield (Reino Unido) | Medalla de plata  | Equipo           |
| 1995               | Viena (Austria)         | Medalla de plata  | Dúo              |
| 1995               | Viena (Austria)         | Medalla de plata  | Equipo           |
| 1997               | Sevilla (España)        | Medalla de plata  | Dúo              |
| 1997               | Sevilla (España)        | Medalla de plata  | Equipo           |
| 1999               | Estambul (Turquía)      | Medalla de plata  | Dúo              |
| 1999               | Estambul (Turquía)      | Medalla de plata  | Equipo           |
| 2000               | Helsinki (Finlandia)    | Medalla de plata  | Dúo              |
| 2000               | Helsinki (Finlandia)    | Medalla de bronce | Equipo           |